# Fontainebleau (Schiff)
Die Motorfähre Fontainebleau ist eine ehemalige Autofähre auf dem Bodensee.

## Geschichte
Am 5. Januar 1969 wurde von den Stadtwerken Konstanz der Auftrag für einen Fährschiff-Neubau an die Bodan-Werft in Kressbronn erteilt. Es war das achte Fährschiff der Stadtwerke Konstanz und das vierte Fährschiff der „Thurgau-Klasse“. Sie ist geringfügig größer als ihre Schwesterschiffe Thurgau, Hegau und Fritz Arnold.
Der Stapellauf erfolgte am 26. Juni 1970. Anlässlich des zehnjährigen Jubiläums der Städtepartnerschaft zwischen Konstanz und Fontainebleau erhielt die Fähre den Namen der französischen Partnerstadt. Die Schiffstaufe wurde von der Gemahlin des französischen Bürgermeisters Seramy durchgeführt. Die Baukosten für die Fähre betrugen 3.188.353 DM.
Die Fontainebleau nahm am 3. Juli 1970 ihren Liniendienst auf der Fährlinie Konstanz-Meersburg auf und ersetzte die aus dem Jahr 1930 stammende Konstanz. Die Fontainebleau ist seitdem ohne größere Unterbrechung im Liniendienst tätig. Zeitweilig wurde sie zu besonderen Anlässen oder auch für Sonderaufgaben verchartert. So diente sie z. B. im November 2007 als Kabellegerschiff, als zwischen Friedrichshafen und Konstanz ein Glasfaserkabel verlegt wurde.

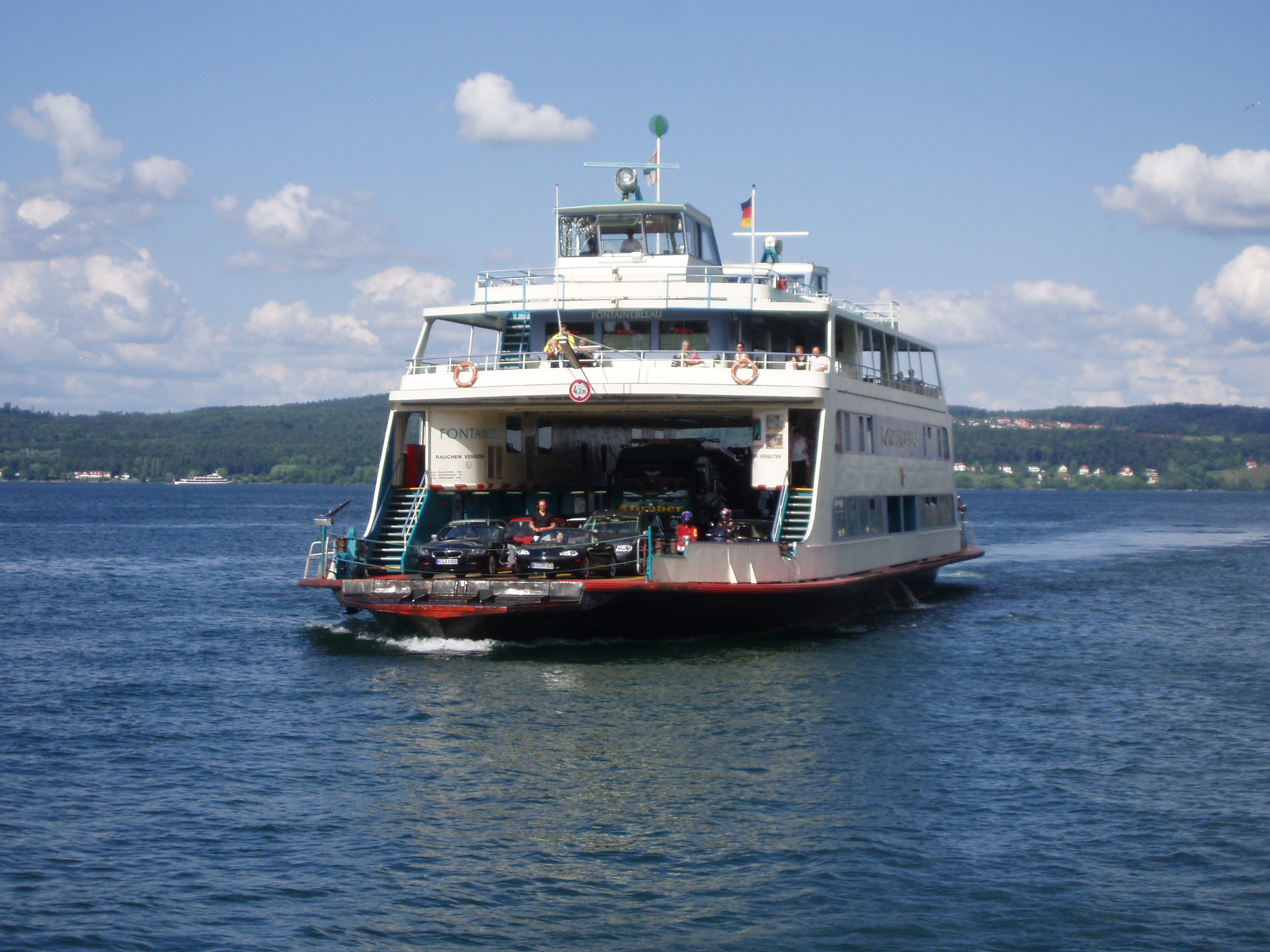
Motorfähre Fontainebleau

Mit der Fontainebleau traten keine besonderen Vorkommnisse auf, sie war auch in keine nennenswerten Unfälle verwickelt. Nach 37 Dienstjahren war absehbar, dass in naher Zukunft umfangreiche Reparaturen zu erwarten wären. Da während der gesamten Betriebszeit keinerlei Modernisierungen vorgenommen wurden, war der Bedarf daran entsprechend groß. Nach einer Kostenabschätzung wurde beschlossen, eine neue Fähre nach dem Baumuster der Tábor in Auftrag zu geben und die Fontainebleau danach auszumustern.
Jedoch wurde nach der Taufe der Doppelendfähre Lodi am 8. Mai 2010 bekannt, dass diese nicht wie ursprünglich angedacht die Fontainebleau, sondern die erst im Jahr 2003 mit Kosten von über 600.000 Euro mit neuen emissionsarmen Motoren ausgerüstete Fritz Arnold auf der Fährverbindung Konstanz–Meersburg ersetzen würde.
Nach Indienststellung der LNG-Fähre Richmond im September 2023 wurde die Fontainebleau am 29. September 2023 ausgemustert. Seit dem 3. November 2023 befindet sie sich im Harder Hafen, wo der dortige Yachtclub sie zu einem schwimmenden Clubheim umbaut.

## Technische Besonderheiten
Das Schiff wurde ursprünglich mit einer Breite von 12,65 Meter in Betrieb genommen. In Anpassung an eine modernisierte Brückenanlage wurde es auf 13,40 Meter verbreitert. Die Fahrbahnbreite an Bord beträgt 9,70 Meter und die nutzbare Höhe über der Fahrbahn 4,20 Meter. Die gemessene Gesamthöhe der Fähre wird mit 13,20 angegeben.